# Live from London (Bon Jovi)
Live from London – wideo zawierające koncert zespołu Bon Jovi, który miał miejsce na Stadionie Wembley 25 czerwca 1995. Występ był częścią trasy koncertowej These Days Tour, zgromadził ok. 72 000 widzów. Reżyserem koncertu jest David Mallet, zaś producentem Andy Picheta.
W 2003 wydana została reedycja albumu na nośniku DVD (wytwórnia Universal).

## Spis utworów
Opracowano na podstawie materiału źródłowego.
1. Livin’ on a Prayer
2. You Give Love a Bad Name
3. Keep the Faith
4. Always
5. Blaze of Glory
6. Lay Your Hands on Me
7. I’ll Sleep When I’m Dead / Papa Was a Rolling Stone (Medley)
8. Bad Medicine / Shout (Medley)
9. Hey God
10. Wanted Dead or Alive
11. This Ain’t a Love Song
12. closing credits
13. These Days (bonusowy teledysk)
14. logo